# 平和が丘東町
平和が丘東町（へいわがおかひがしまち）とは、宮崎県宮崎市内の地名。大宮地域自治区に属している。郵便番号は880-0042。

## 地理
宮崎市の中北部、大宮地域自治区の北西側に位置する。大淀川左岸の丘陵部に位置する『平和が丘団地』を構成する町の一つ。
北を平和が丘北町、東を池内町、南を下北方町、西を平和が丘西町と接する。

## 地名の由来
平和が丘団地に由来する。

## 歴史
- 1970年 - 池内町より、平和が丘東町・平和が丘西町・平和が丘北町が成立。

## 世帯数と人口
2023年（令和5年）9月1日現在の世帯数と人口は以下の通りである。
| 町丁         | 世帯数  | 人口  |
| ------------ | ------- | ----- |
| 平和が丘東町 | 293世帯 | 581人 |

## 小・中学校の学区
市立小・中学校に通う場合、学区は以下の通りとなる。
| 町名         | 小学校             | 中学校             |
| ------------ | ------------------ | ------------------ |
| 平和が丘東町 | 宮崎市立池内小学校 | 宮崎市立大宮中学校 |

## 交通

### バス
宮交グループの運営するバスが営業している。

### 道路
- 宮崎県道44号宮崎高鍋線